# كلوفيس (كاليفورنيا)
كلوفيس (بالإنجليزية: Clovis )‏ هي إحدى مدن مقاطعة فريسنو، كاليفورنيا. تم إعطاءها لقب مدينة في 27 فبراير، 1912.

## معرض صور

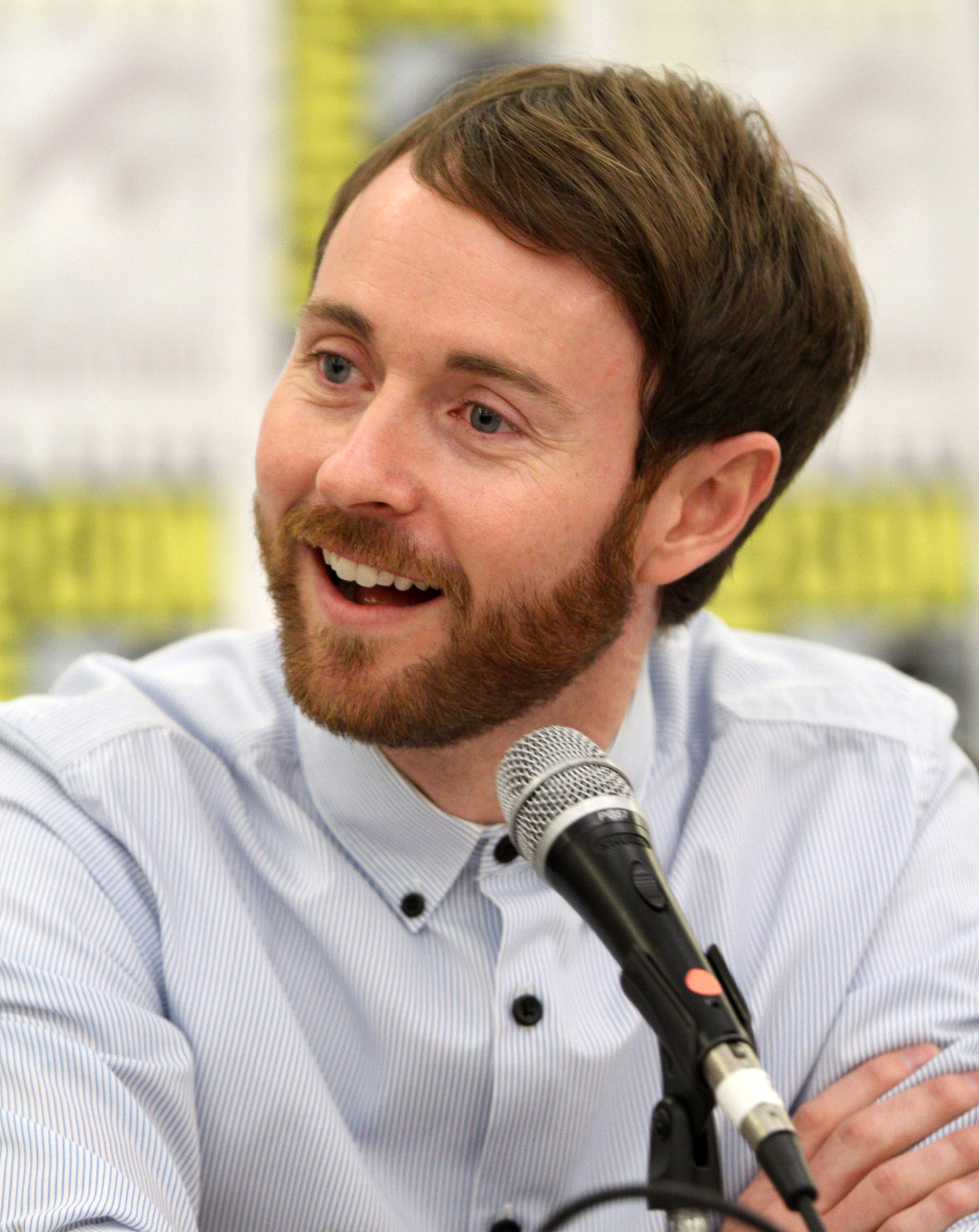
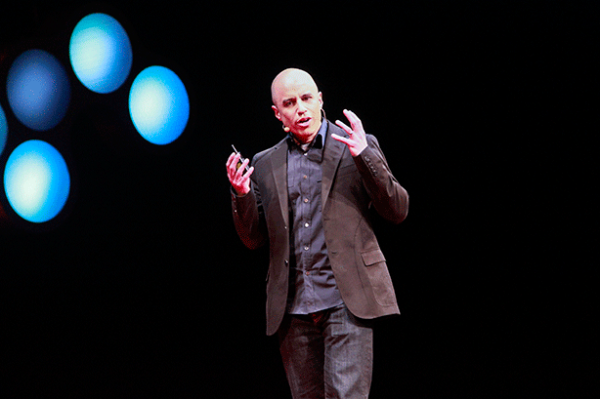
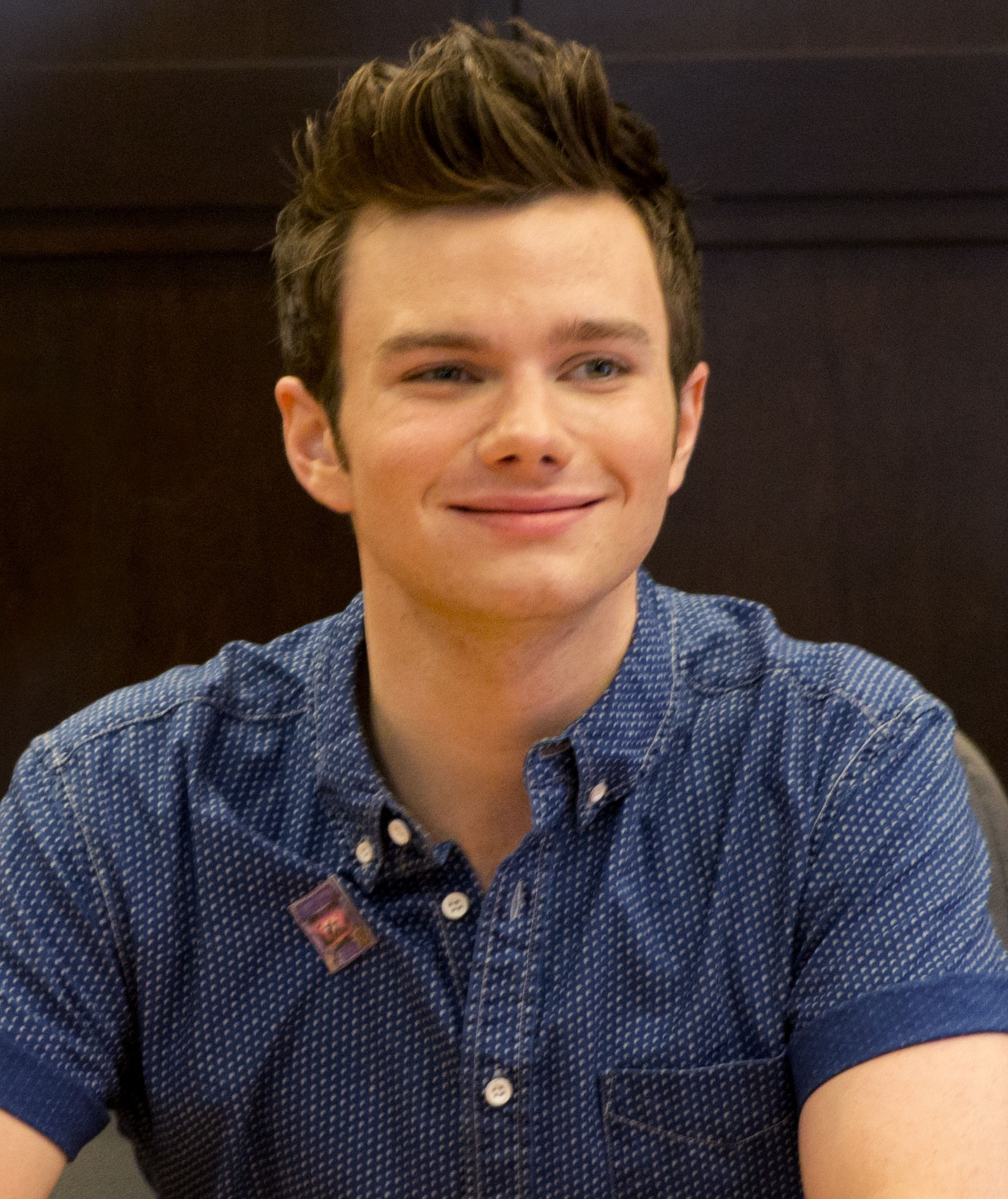
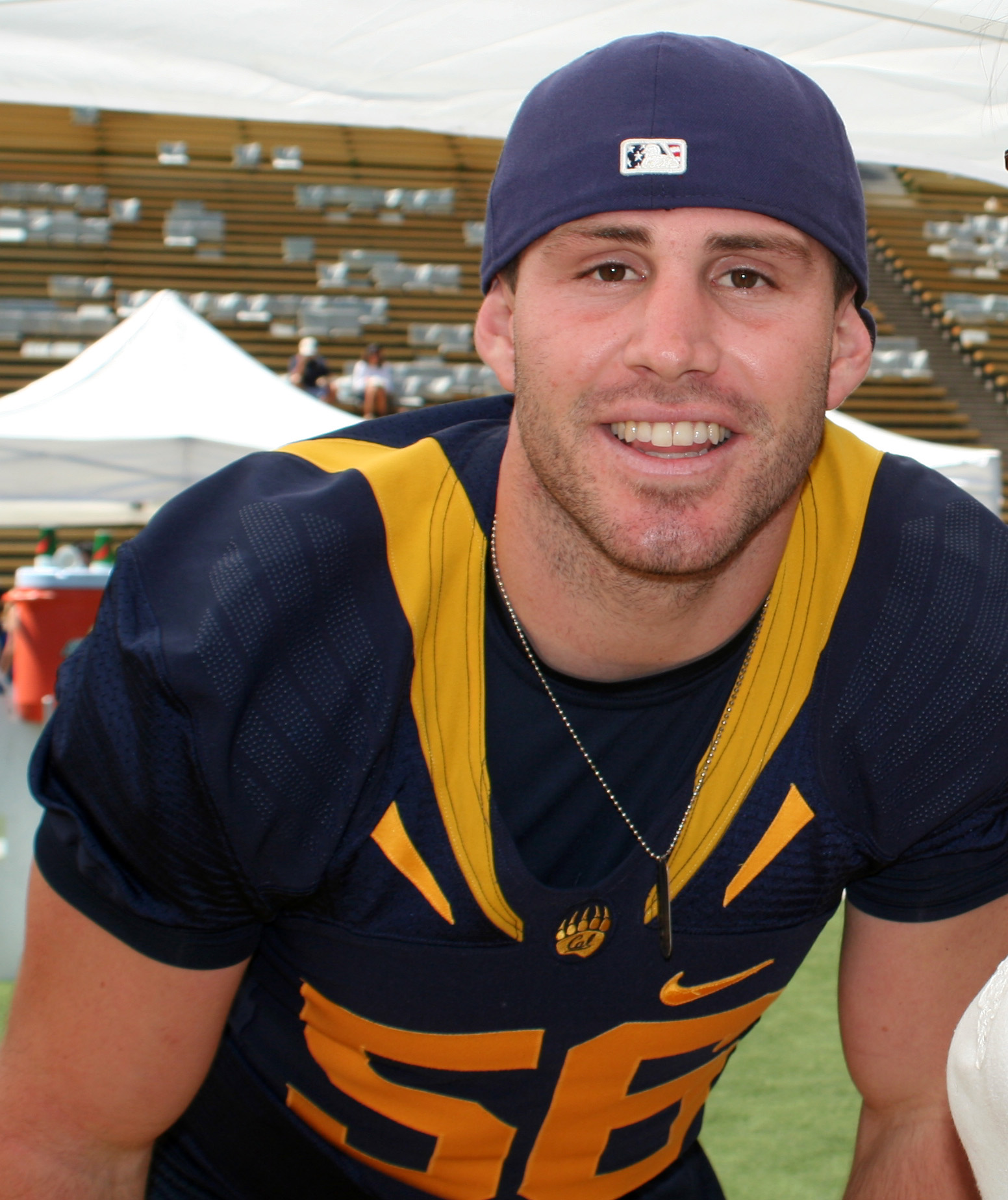
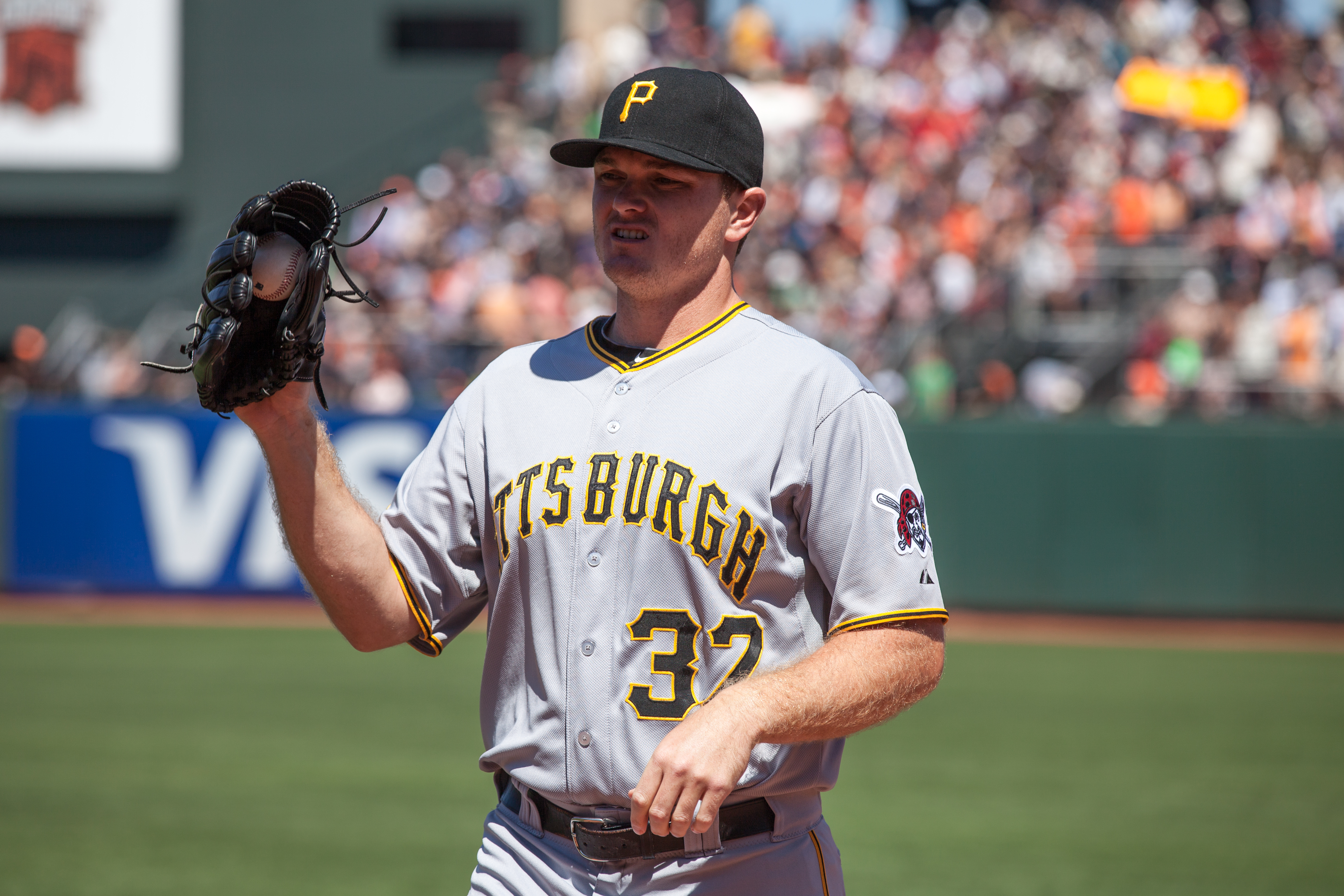
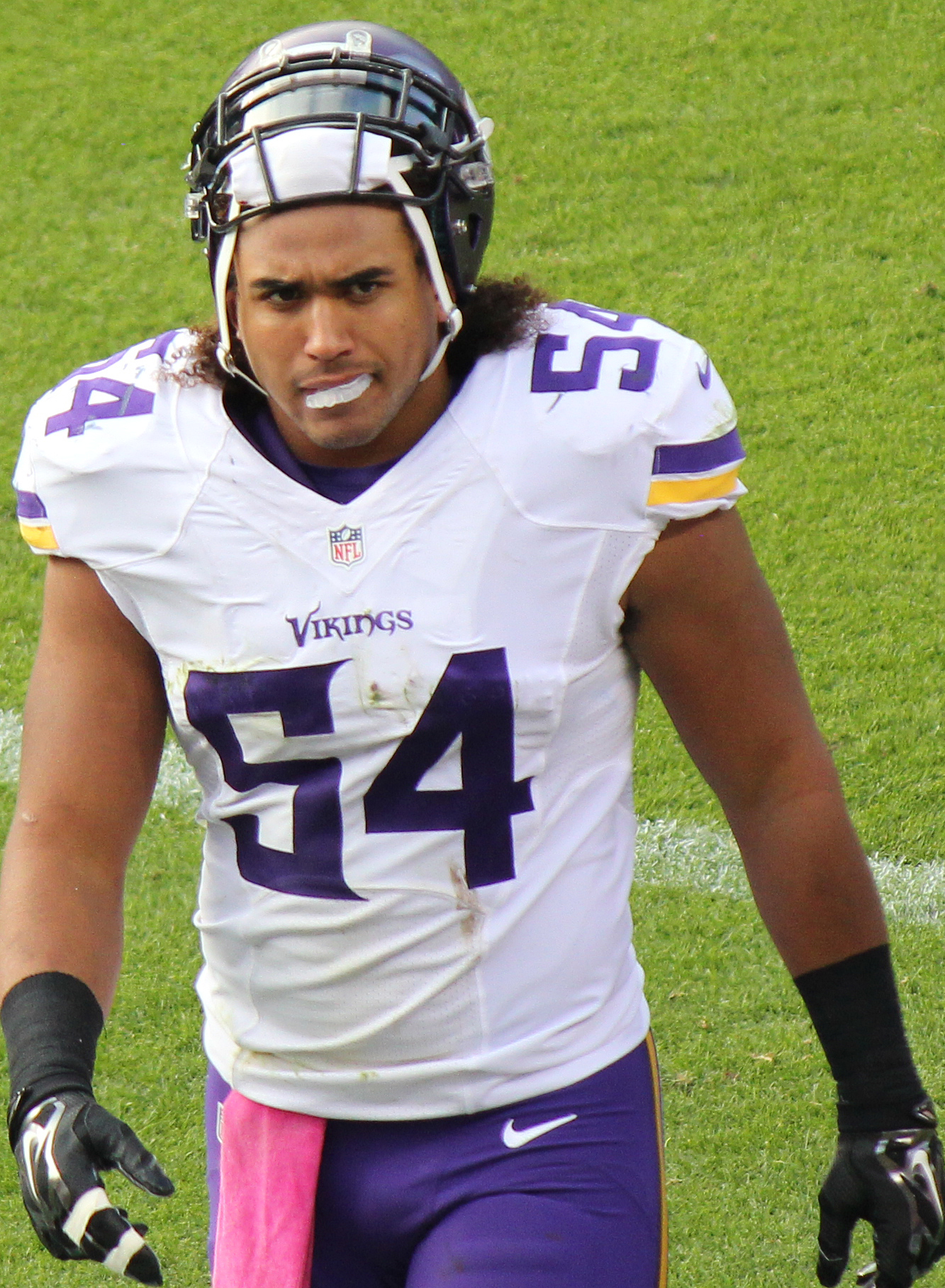

## أعلام
- والتر مارتي
- تايلر براي
- ماري لوفليس
- ناثان سميث
- هارولد إي. كومستوك
- ديمون توماس
- كريس كولفر
- ديك سلمي
- دوغ غريفين

## الموقع الجغرافي
الموقع الجغرافي للمناطق المحيطة بهذه النقطة هو كالتالي: